# قائمة مساجد الأردن

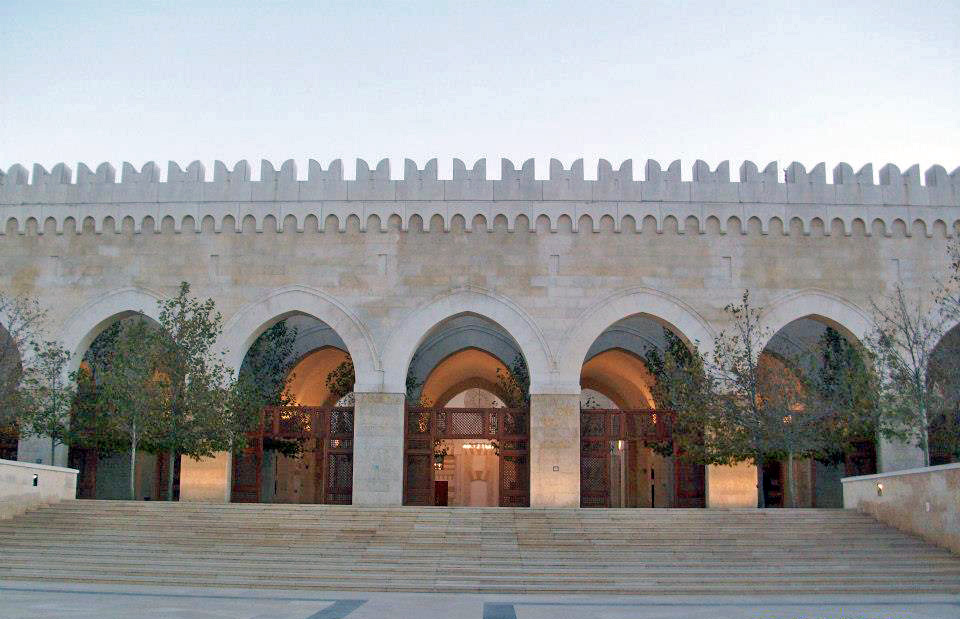
منظر من أحد مساجد الأردن

تُعدّ الأردن من أقدم المناطق الإسلامية في العالم؛ إذ وصلها الإسلام في العهد النبوي بعد أن صولح أهل أذرح وجرباء وأيلة (أو العقبة حالياً)، ثم توسع في عهدي أبي بكر الصديق وعمر بن الخطاب. ونظيراً لذلك فقد انتشرت المساجد في تلك البقعة من الأرض وتنوعت تواريخ إنشائها وطرق بنائها وتصميمها، تبعاً للعهد الذي بُنيت فيه، وقد بُني في الأردن عدد من المساجد الأموية التي كانت تُشابه الجامع الأموي في دمشق، ولكن الزلازل على المنطقة هدمت تلك المساجد. وُيعد مسجد جرش الأموي خير مثال على ذلك.

## المساجد الأثرية
| اسم المسجد            | صورة المسجد | المحافظة       | المدينة                                    | سنة الإنشاء                          | ملاحظات |
| --------------------- | ----------- | -------------- | ------------------------------------------ | ------------------------------------ | --- |
| المسجد العمري (الطرة) | مهدوم       | محافظة إربد    | الطرة                                      | الخلافة الراشدة                      | أعيد تجديده عام 1303 هـ، وقد هُدم المسجد بصورة مؤسفة عام 2005 ولم يَبق منه غير صور. يماثل في تصميمه مسجد بصرى العمري. |
| مسجد العمري (الرمثا)  |             | محافظة إربد    | الرمثا                                     | العشرينات من القرن العشرين           | تم اعادة تجديده عام 2023                                                                                            |
| المسجد الأموي (عمان)  |             | محافظة العاصمة | جبل القلعة، عمان                           | النصف الأول من القرن الثامن الميلادي | أعيد ترميمه في التسعينيات.                                                                                          |
| المسجد الأموي (جرش)   |             | محافظة جرش     | جرش                                        | النصف الأول من القرن الثامن الميلادي | أكتشف في عام 1929 م، وتأكد كونه مسجداً عام 2002 م.                                                                   |
| المسجد الأموي (لستب)  |             | محافظة عجلون   | لستب                                       | العهد الأموي                         | أحد أقدم مساجد الأردن، والذي يقع في لستب، والتي تُسمى كذا مار إلياس.                                                 |
| المسجد الأموي (حبراص) |             | محافظة إربد    | حبراص                                      | العهد الأموي                         | بُنيت المئذنة في عهد منصور قلاوون عام 1287 م، وقام بالمهمة الأمير حسام الدين طرنطاي.                                 |
| مسجد الشيخ خليل       |             | محافظة إربد    | الطرة                                      | ؟                                    | يُقال أنه بُني في 1250 هـ، ولكن الدلائل تُظهر أنه قديمٌ جداً.                                                            |
| مسجد خان الزبيب       |             | محافظة العاصمة | 8 أكيال غرب القطرانة، على الطريق الصحراوي. | بعد 89 هـ                            | تضم باحة المسجد قصرا أمويا.                                                                                         |
| مسجد أم الوليد        |             | محافظة العاصمة | 9,5 أكيال غرب الجيزة                       |                                      | للمسجد محراب مجوف، وعقود.                                                                                           |

## المساجد التاريخية والحديثة
| اسم المسجد                  | صورة المسجد | المحافظة       | المدينة            | سنة الإنشاء                                             | ملاحظات                                                                                        |
| --------------------------- | ----------- | -------------- | ------------------ | ------------------------------------------------------- | ---------------------------------------------------------------------------------------------- |
| مسجد الزهراء القديم (عبلين) |             | عجلون          | عبلين              | العهد الأيوبي                                           | بُني في العهد الأيوبي أو المملوكي وجُدد في العهد العثماني وعشرينيات القرن العشرين.               |
| المسجد العمري (الكتة)       |             | محافظة جرش     | الكتة              | العهد الأموي                                            | من أقدم مساجد محافظة جرش                                                                       |
| المسجد الحسيني              |             | محافظة العاصمة | عمان               | العهد الأموي، وجدد في 1923 م                            | أول مشروع عمراني أقيم في عمان الحديثة.                                                         |
| مسجد عجلون الكبير           |             | محافظة عجلون   | عجلون              | 1247 م                                                  | أحد أعرق مساجد الأردن، وقد بُني في عهد نجم الدين أيوب، كما جرت عمليات ترميم حديثة له.           |
| مسجد إربد الكبير            |             | محافظة إربد    | إربد               | أواخر العهد العثماني                                    | يقع في منطقة الوسط التجاري في مدينة إربد وقد حدثت له عدة عمليات ترميم.                         |
| المسجد العمري (الرمثا)      |             | محافظة إربد    | الرمثا             |                                                         | أكبر مساجد لواء الرمثا، ومن أعرق مساجد الأردن.                                                 |
| مسجد مأدبا الكبير           |             | محافظة مأدبا   | مأدبا              | الخلافة الراشدة، وأعيد البناء ثم جدد في 1929 م و2007 م. | مبني وفق الطراز العثماني.                                                                      |
| مسجد الملك عبد الله الأول   |             | محافظة العاصمة | العبدلي، عمان      | 1989 م                                                  | تعتبره الوسائل الإعلامية رمزاً لعمان.                                                           |
| مسجد أبو درويش              |             | محافظة العاصمة | جبل الأشرفية، عمان | 1961 م                                                  | يتميز بالطراز الدمشقي ولونيه الأبيض والأسود، إضافة إلى إطلالته.                                |
| مسجد الكالوتي               |             | محافظة العاصمة | حي الرابية، عمان   |                                                         | بُني وقفاً لعائلة الكالوتي المقدسية. وقد اشتهر بكونه مركزاً لانطلاق المظاهرات المنددة بالصهيونية. |
| مسجد الملك الحسين           |             | محافظة العاصمة | دابوق، عمان        | 2005 م                                                  | يقع فيه متحف لبعض آثار الرسول محمد ﷺ.                                                          |
| مسجد كلية الحسين            |             | محافظة العاصمة | جبل الحسين، عمان   | 1971 م                                                  | سُمي نسبة لمجاورته كلية الحسين الثانوية.                                                        |
| مسجد الشريف الحسين بن علي   |             | محافظة العقبة  | العقبة             |                                                         | يُعتبر من أجمل مساجد الأردن.                                                                    |
| المسجد الزيداني (تبنة)      |             | محافظة إربد    | تبنة               | 1185 هـ                                                 | بناه أحمد ظاهر العمر الزيداني أحد أبناء ظاهر العمر.                                            |
| مسجد سحاب الكبير            |             | محافظة العاصمة | سحاب               |                                                         | ثالث أكبر مساجد الأردن.                                                                        |
| مسجد زوبيا القديم           |             | محافظة إربد    | زوبيا              |                                                         | بُني في العهد الأيوبي وجُدد في العهد العثماني.                                                   |
| مسجد صخرة القديم            |             | محافظة عجلون   | صخرة               |                                                         | بُني في العهد الأيوبي وجُدد في العهد العثماني.                                                   |
| مسجد كوم ياجوز              |             | محافظة العاصمة | شفا بدران          |                                                         | بُني في العهدالعثماني.                                                                          |
| مسجد الطيبة الكبير          |             | محافظة إربد    | الطيبة             | 1287 م - 687 هـ                                         | بُني في العهدالمملوكي.                                                                          |